# Чаш-Бурна
Чаш-Бурна (также Чаш-Бурна I, Чашпурна, Чашпурни) — родник в Крыму, на территории большой Алушты, исток балки Хараверын-су, правого притока реки Улу-Узень. Находится на высоте 515 м над уровнем моря, самый мощный в группе Чаш-Бурна, состоящей из 3 родников.
Дебет источника, по сведениям Партии Крымских Водных Изысканий на 1913—1916 год составлял в среднем 23100 вёдер в сутки (примерно 3,0 л/сек)
Впервые, как Чашпурна, один из 7 известных ему родников в окрестностях Алушты, упоминается в 1875 году Василием Кондараки в «Универсальном описании Крыма», под названием Чашпурни встречается у Николая Рухлова в труде «Обзор речных долин горной части Крыма» 1915 года.
Первое упоминание названия, как овраг Чашпурнасу, встречается в плане генерального межевания 1837 года. По материалам Партии Крымских Водных изысканий родник находится в балке Чаш-Бурна, не оборудован, выход воды из глиняных наносов с камнем, используется на питьё и полив, у Рухлова балка называется Чашпурни. В 1950—1960-х годах работники Ялтинской инженерно-геологической и гидрологической партии Пантелеймон Владимирович Романовский и Семён Тихонович Котов провели обустройство родника (в числе 22 других) и оставили на бетонной стене автографы слева PANTIC справа SEMION.